# 陈氏重排反应
陈氏重排反应（Chan rearrangement）是一个较新的重排反应，1984年由加拿大麦吉尔大学的陈德恒所发现。反应中，α-酰氧基乙酸酯（1）在强碱作用下重排得到2-羟基-3-酮酯（2）。 Holton等人在合成紫杉醇时利用了该反应。
反应机理如下：
非亲核碱（如四甲基哌啶锂或二异丙基氨基锂）作用下，邻近羰基和醚氧原子的亚甲基氢脱去，生成负离子对酰氧基的羰基发生亲核酰基取代，生成一个不稳定的氧杂三元环中间体，开环，酸化即得到产物。